# Danièle Dechenne
Danièle Dechenne (Parijs, 8 juli 1936) is een Franse pianiste woonachtig in Nederland.
Ze begon met pianospelen toen ze vijf jaar oud was. Ze maakte haar debuut op het concertpodium toen ze negen was. Ze studeerde bij de muziekpedagoog Lazare Levy aan het Conservatorium van Parijs, waar zij in in 1954 het einddiploma behaalde. Daarna won ze prijzen op belangrijke internationale concoursen van Bolzano en Vercelli. In 1956 behaalde ze de eerste prijs voor piano op het Internationaal Concours in Genève. In 1957 vestigde ze zich in Nederland waar ze regelmatig optrad met orkest en kamermuziek. Ze maakte tournees door Duitsland, Frankrijk, Italië, Zwitserland, Engeland, Noorwegen en Zweden en vormde een duo met haar echtgenoot Jean Decroos, aanvoerder van de celli in het Concertgebouworkest. Dechenne won samen met haar man in 1959 de eerste prijs op het internationale concours van Genève, nadat deze al veertien jaar niet meer was toegekend, omdat er niemand was geweest die hem volgens de jury verdiende.
Samen met haar echtgenoot en Herman Krebbers vormde ze het Guarneri Trio. Na het terugtreden van Krebbers werd Eva Koskinen er de violiste van.
Samen met haar echtgenoot heeft ze de complete cellosonates van Julius Röntgen opgenomen.
Als pianodocent is Dechenne jarenlang verbonden geweest aan het Sweelinck-Conservatorium.

## Discografie
| componist(en)                                | werken                                                           |                  | Platenmaatschappij & nummer |
| -------------------------------------------- | ---------------------------------------------------------------- | ---------------- | --------------------------- |
| Johann Sebastian Bach                        | Partita nr 2 in c klein BWV 826, Partita nr 5 in G groot BWV 829 | solo             | Iramac 6503                 |
| Johannes Brahms, Robert Schumann             | Sonate nr 1 in e klein, opus 38, Adagio en Allegro opus 70       | met Jean Decroos | Iramac 6506                 |
| Johannes Brahms, Robert Schumann             | Sonate nr 2 in F groot, opus 99, Fantasiestücke opus 73          | met Jean Decroos | Iramac 6507                 |
| Gabriel Fauré, Claude Debussy (laatste stuk) | Sonate nr 2 voor cello en piano, Papillon, Sonate in d klein     | met Jean Decroos | Miramac 6513                |